# Corno di notte

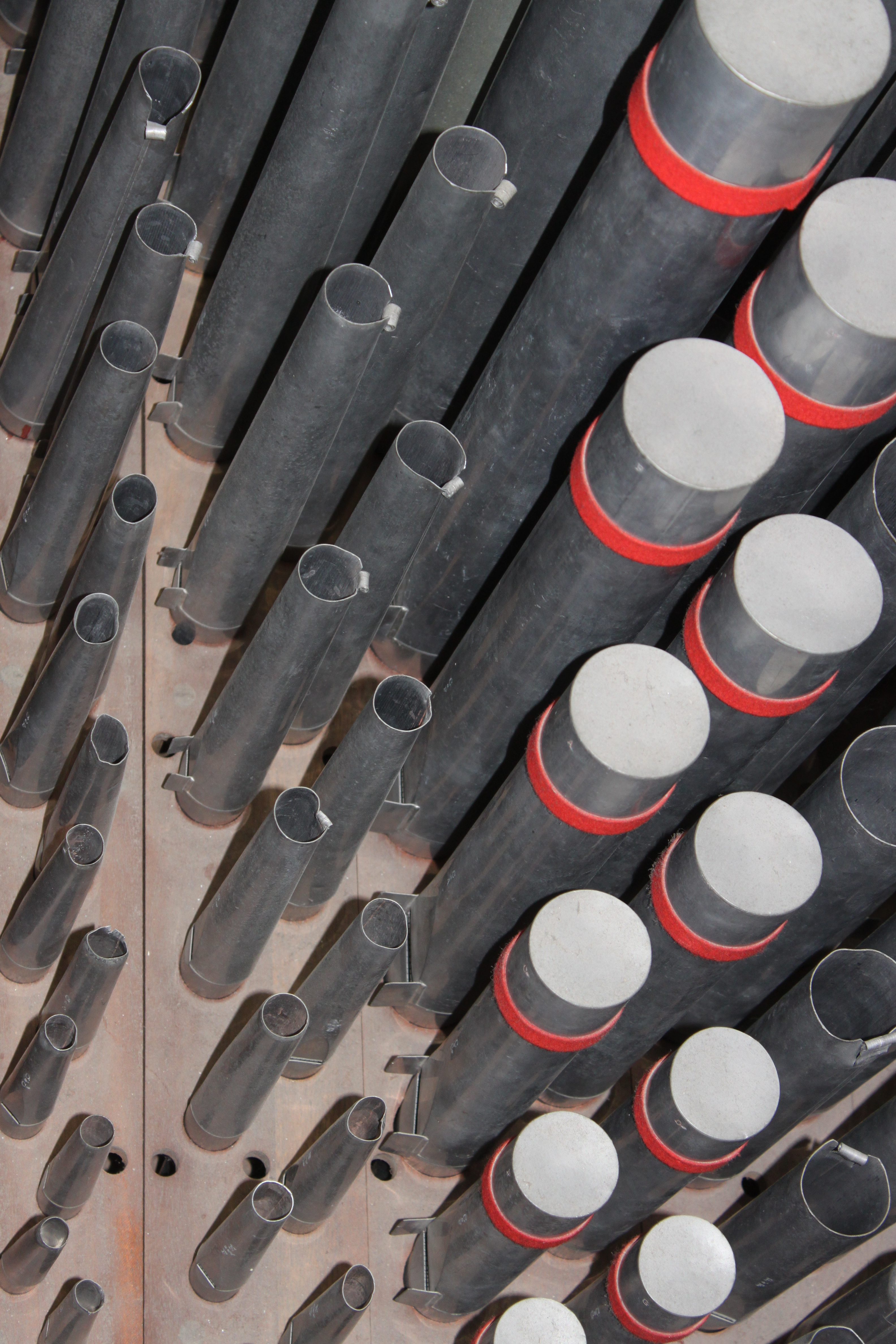
Corno di notte

Il corno di notte è un particolare registro dell'organo.

## Struttura
Il nome corno di notte venne utilizzato, nel corso dei secoli, per tre registri diversi, tutti appartenenti alla famiglia dei registri ad anima. Uno è costituito da un flauto tappato, a metà strada fra una quintadena e un bordone, con un timbro simile a quello del corno. In genere si trova da 4' o da 2' ed è realizzato in legno o metallo.
Un altro tipo di corno di notte, più comune, è costituito da un flauto aperto, solitamente da 8', formato da canne di una misura molto più larga rispetto ai normali registri di flauto, mentre la bocca di emissione del suono è particolarmente stretta, che produce un suono più morbido. Il terzo tipo è costituito da un grosso flauto a camino leggermente conico.
È anche conosciuto come Cor de Nuit in Francia e Nachthorn in Germania.